# Bulonga distans
Bulonga distans är en fjärilsart som beskrevs av W. Warren 1896. Bulonga distans ingår i släktet Bulonga och familjen mätare. Inga underarter finns listade i Catalogue of Life.